# 柳叶旋覆花
柳叶旋覆花（学名：Inula salicina）为菊科旋覆花属的植物。分布于欧洲、朝鲜、俄罗斯以及中国大陆的辽宁、吉林、黑龙江、内蒙古、山东、河南等地，生长于海拔250米至1,000米的地区，多生在山坡草地、半温润、温带山顶、寒温带及湿润草地，目前已由人工引种栽培。
种加名 salicina 意为“柳叶状的”。
现为Pentanema salicinum (L.) D.Gut.Larr., Santos-Vicente, Anderb., E.Rico & M.M.Mart.Ort.的异名。

## 别名
歌仙草（中国植物图鉴）